# Схаляхо, Дарихан Салиховна
Дарихан Салиховна Схаляхо (20 апреля 1926, аул Афипсип, Адыгейская АО, РСФСР — 15 февраля 2012) — советский, адыгейский педагог. Народный учитель СССР (1982).

## Биография
В 1950 году окончила физико-математический факультет, в 1962 — исторический факультет Краснодарского педагогического института
В 1941 году начала трудовую деятельность в колхозе «Афипсип», затем работала учителем математики и истории средней школы аула Афипсип Тахтамукайского района Адыгейской АО, в течение 43 была её директором.
Избиралась депутатом Краснодарского краевого Совета народных депутатов и депутатом Афипсипского Совета народных депутатов.
Умерла 15 февраля 2012 года.

## Награды и звания
- Заслуженный учитель школы РСФСР (1962)
- Народный учитель СССР (1982)
- Орден Ленина (1971).